# Julia Novikova
Julia Novikova, in russo Юлия Новикова? (Leningrado, 1983), è un soprano russo.
Diplomata a pieni voti nel 2006 presso il Conservatorio di San Pietroburgo, durante gli studi ha partecipato a rappresentazioni allestite nel Teatro d'Opera del Conservatorio di San Pietroburgo nei panni di Susanna (Le nozze di Figaro di Mozart), Serpina (La serva padrona di Pergolesi) e Marfa (La fidanzata dello zar di Rimskij-Korsakov). Il suo esordito ufficiale è avvenuto nel 2006 ne "Il giro di vite" di Benjamin Britten, vincendo poi diversi premi internazionali.
Nel 2009 ha vinto sia il primo premio che il premio del pubblico all'Operalia a Budapest. Nel 2010 ha interpretato la parte di Gilda nel Rigoletto a Mantova accanto allo stesso Plácido Domingo (in registro baritonale), Vittorio Grigolo e Ruggero Raimondi sotto la direzione di Zubin Mehta e la regia di Marco Bellocchio.

## Filmografia parziale
- Rigoletto a Mantova (Rigoletto), regia di Marco Bellocchio – film TV (2010)